# شهرک عدالت
شهرک عدالت یکی از روستاهای قدیمی و مهم شهرستان دزفول می‌باشد. 

## مردم
مردم این روستا خوزی(دزفولی) هستند.